# U.S. Bancorp Tower
La US Bancorp Tower (también conocida como Big Pink) es un rascacielos de Portland, una ciudad del estado de Oregón (Estados Unidos). Con tiene 42 pisos y 163,8 meetros es el segundo edificio más alto de la ciudad después de Wells Fargo Center. Con sus casi 69.000 m² de espacio para oficinas, es el más grande del estado en términos de área. En octubre de 2019, el edificio recibió la certificación Platinum de Liderazgo en Energía y Diseño Ambiental para la sustentabilidad ambiental por parte del US Green Building Council de Estados Unidos.

## Historia
Diseñada por Skidmore, Owings y Merrill (SOM) con Pietro Belluschi como consultor, la torre costó 60 millones de dólares. La construcción se inició el 29 de mayo de 1981, y el edificio se completó en gran parte en junio de 1983. Fue dedicado el 1 de diciembre de 1983. La torre linda con US Bank Plaza en 555 SW Oak Street, un edificio de 7 pisos, 46.250 m² edificio construido en 1974. Una torre que se esperaba que se elevara alrededor de 37 pisos ya formaba parte de los planes del sitio a largo plazo del banco en esa fecha anterior, pero esa fase de los planes terminó retrasándose hasta la década de 1980.
Originalmente, el edificio sirvió como la sede nacional de US Bancorp y fue la sede regional de esa organización hasta que una fusión de 1997 trasladó las oficinas corporativas a Minneapolis, Minnesota . En 2004, US Bancorp tenía 45.000 m² arrendado hasta 2015.
Durante las décadas de 1980 y 1990, los pisos superiores albergaron la sede de Louisiana-Pacific .
Desde una renovación de 4 millones de dólares en 2002, el piso 30 de la torre ha sido ocupado por Portland City Grill, el restaurante con mayores ingresos de Portland. Ha sido citado como el restaurante con mejor vista de Portland.
En 2000, la US Bancorp Tower se vendió por 165 millones de dólares a una sociedad de tres firmas: Unico Properties, JPMorgan y Wafra Investment Advisory Group. En 2004, una participación mayoritaria en la torre fue adquirida por Broadreach Capital Partners LLC, con sede en California, que compró JPMorgan y Wafra, pero Unico siguió siendo propietario del 25 por ciento. En ese momento, el 92 por ciento del edificio estaba arrendado.
En agosto de 2006, una participación mayoritaria en el edificio fue comprada por "inversores institucionales asesorados por JPMorgan Asset Management"  por 286 millones de dólares.
En 2008, LaSalle Investment Management compró una participación mayoritaria en el edificio de Unico Properties; el edificio tenía un valor estimado de 285 millones de dólares en ese momento. LaSalle vendió su participación en 2015 a TPF Equity REIT, que es propiedad mayoritaria de UBS. Unico Properties conserva una participación minoritaria en el edificio. El precio de venta fue de 372,5 millones de dólares, un récord para cualquier edificio de oficinas en el área de Portland.

## Diseño
Quizás las características más inusuales de la US Bancorp Tower son su forma y color. Pietro Belluschi estaba más preocupado por el juego de luces y sombras en su superficie; mientras tanto, el equipo de SOM tuvo que trabajar con un lote de forma única debido a la cuadrícula de la calle. Debido a la cuadrícula de la calle, la torre no presenta ángulos rectos en su huella de paralelogramo. Esto, a su vez, hace que parezca extremadamente delgado o ancho dependiendo del ángulo de visión de cada uno. Belluschi seleccionó cuidadosamente el vidrio y el granito para el revestimiento exterior. 
El granito rosa que cubre el edificio se extrajo en España. El vidrio plano de Pittsburgh que se usa para las ventanas también es rosado, un efecto causado por estar "vidriado en una capa semitransparente de cobre y plata que se ve rosa desde el exterior". Las ventanas pueden absorber o reflejar la luz dependiendo de la cantidad de luz que haya sobre ellas, mientras que el granito circundante puede parecer más oscuro o más claro que los cristales de las ventanas, según la hora del día. El color inusual le valió al edificio el apodo de Big Pink. De 2013 a 2015, todo el edificio se sometió a una renovación de diseño de interiores. 
En octubre de 2019, el edificio obtuvo la certificación Platinum de Liderazgo en Energía y Diseño Ambiental para la sostenibilidad ambiental del US Green Building Council.

## Galería

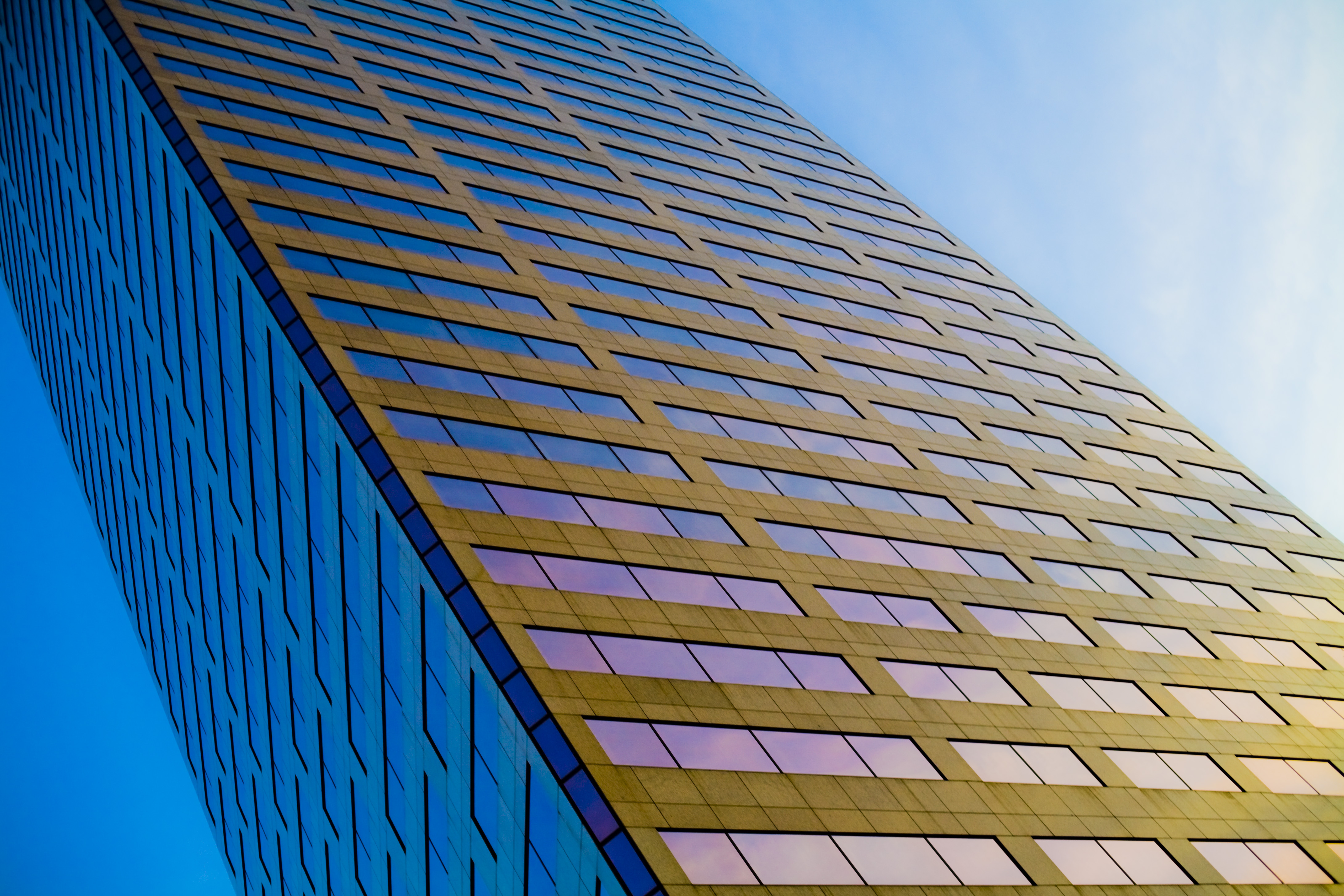
Vista hacia el noreste de Big Pink desde Burnside
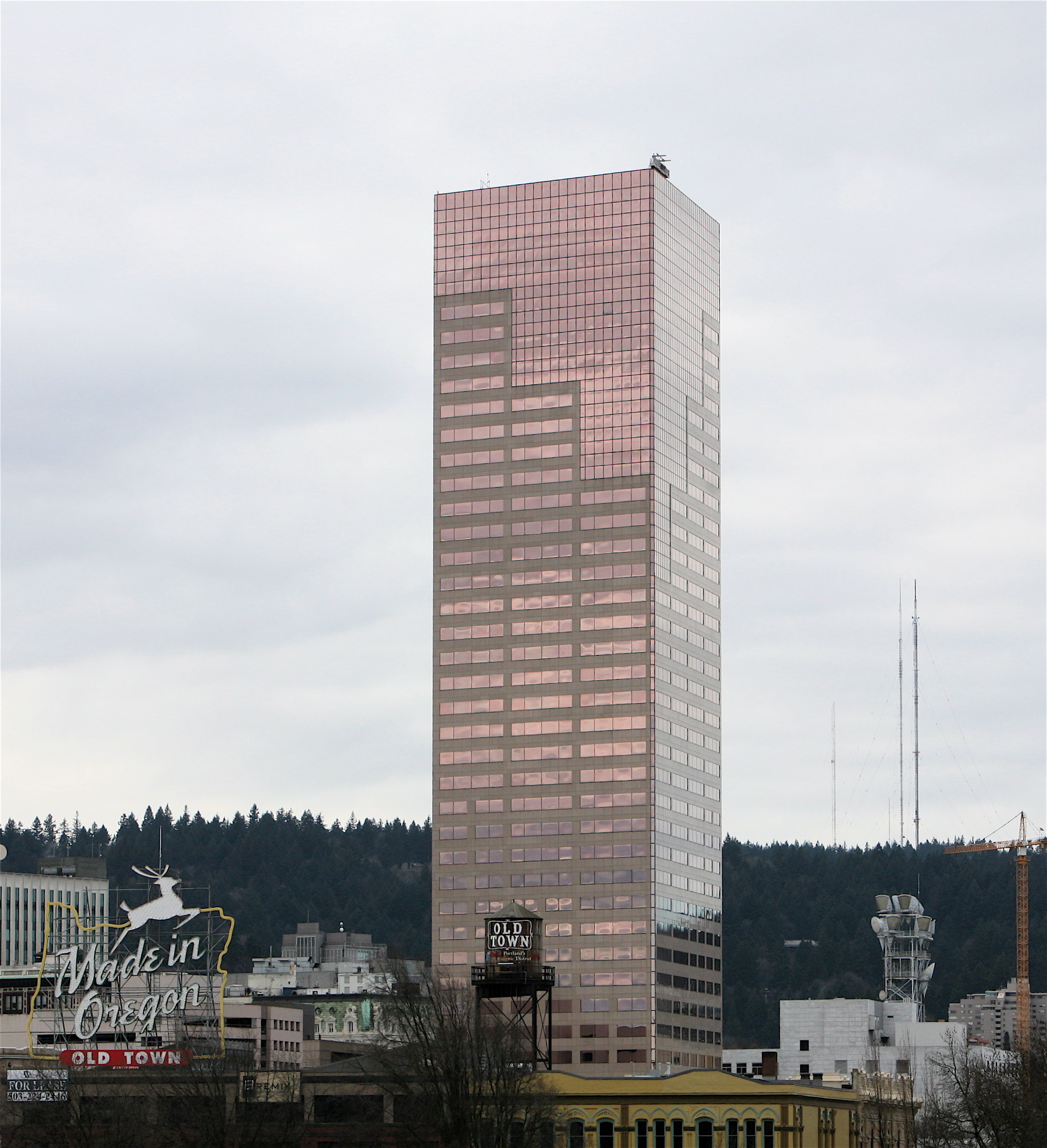
Vista diurna en un día nublado
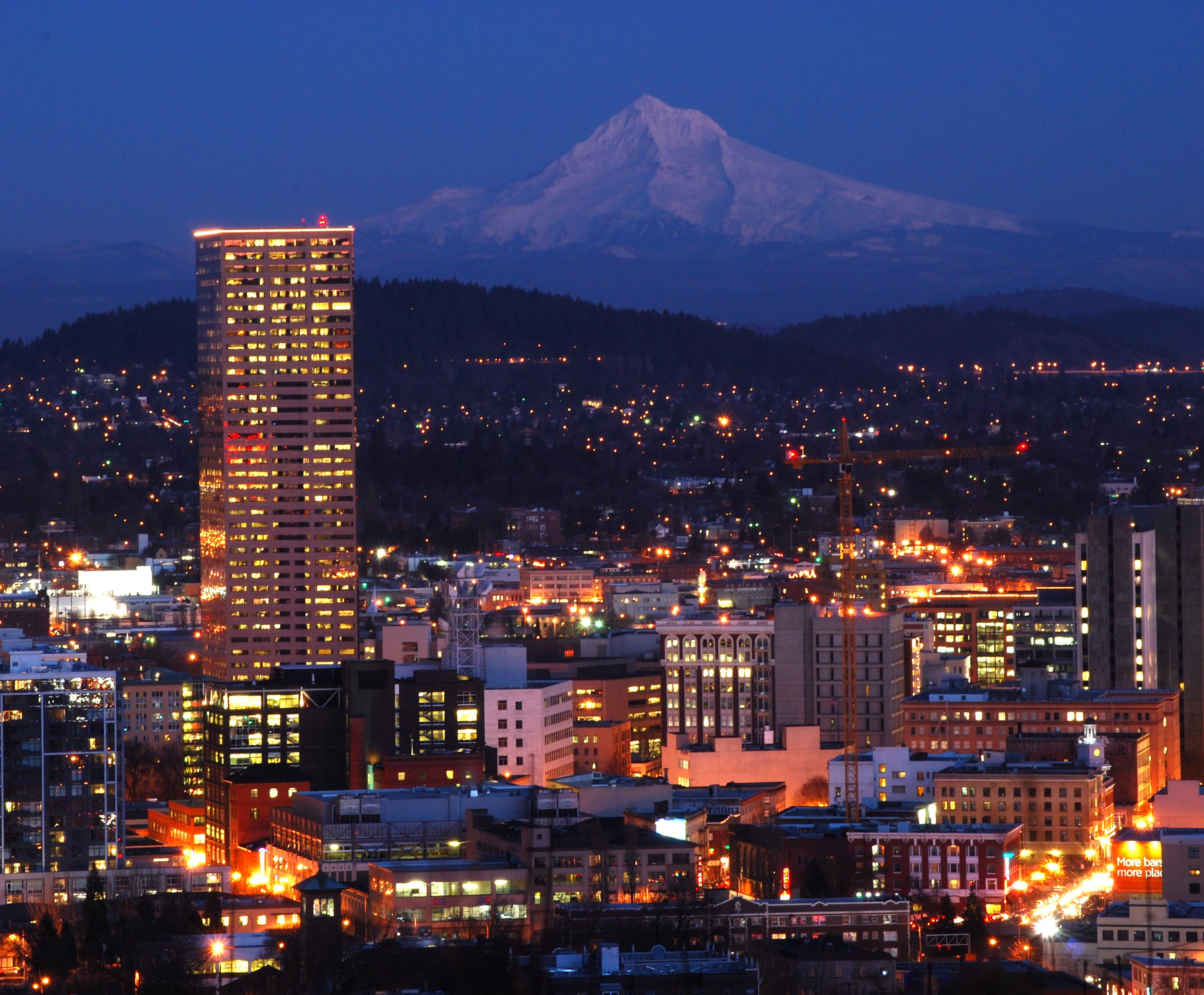
La U.S. Bancorp Tower con Mount Hood al fondo
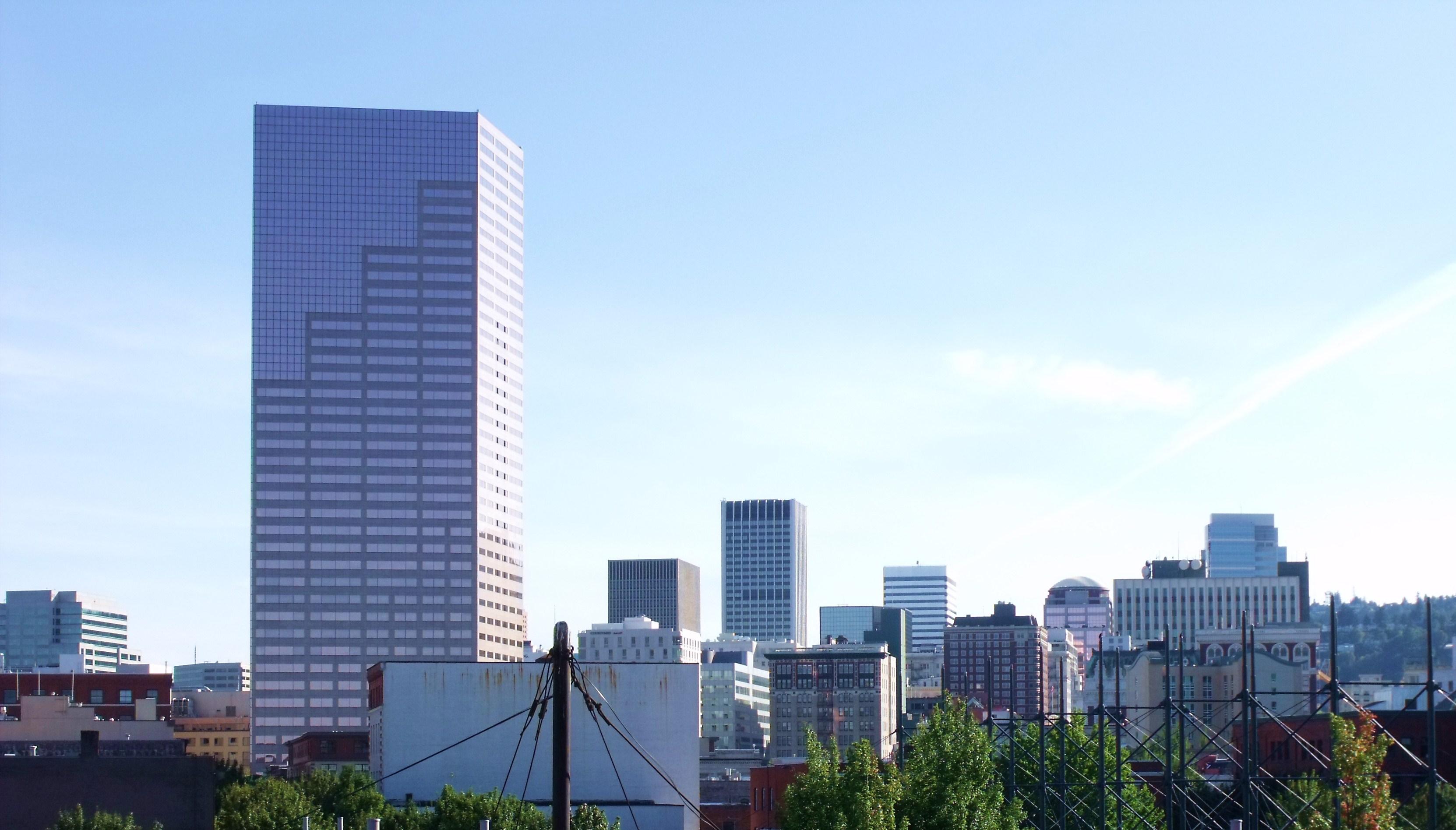
La U.S. Bancorp Tower mirando al sur
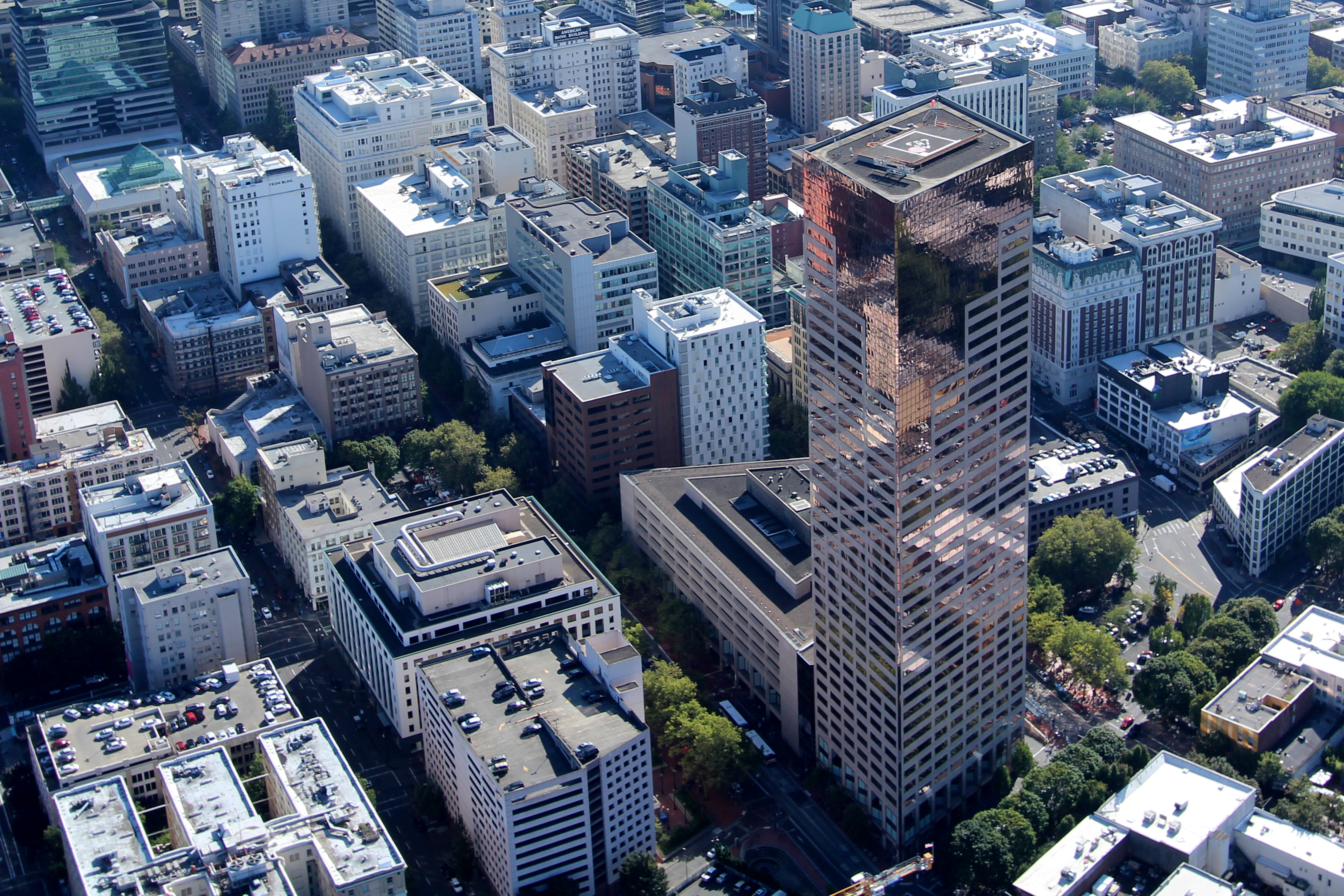
Vista aérea de la U.S. Bancorp Tower, agosto de 2016